# Nicanor Loreti
Nicanor Loreti (Buenos Aires; 31 d'octubre de 1978) és un director, productor i guionista de cinema argentí. És conegut principalment per la seva ópera prima, Diablo (2012), i per Kryptonita (2015) al igual que la seva sèrie derivada, Nafta Súper (2016).

## Biografia
En plena adolescència Loreti coneix a Axel Kuschevatzky i als socis de l'últim, en la galeria que aquests tenien al carrer Corrientes: el videoclub Mondo Macabro, que exercia d'espai iniciàtic per a cinèfils durant la primera meitat de els ’90, i que va ampliar la videoteca de molts fans de gèneres com el cinema de terror, d'acció i de ciència-ficció, igual que per a nostàlgics del programa de televisió "Sábados de Súper Acción". Així, Loreti ingressaria després en la famosa revista creada per Kuschevatzky i dedicada a l'anàlisi de cinema i televisió, "La Cosa Cine", on va treballar diversos anys. També ha entrevistat personatges de la indústria del cinema per a les revistes "Fangoria" i "Shock Cinema".
A finals dels '90 estudià a la Universidad del Cine (FUC), quan la universitat de Manuel Antín estava poblada per molts dels noms fonamentals del Nou Cinema Argentí. Allí va compartir aula amb futurs directors com Mariano Llinás, Alejo Moguillansky, Pablo Parés i Ariel Winograd.
Durant els seus anys en La Cosa va realitzar moltes entrevistes a actors i personatges del món del cinema relativament desconeguts, i als quals cap altre mitjà els parava esment. Diverses d'aquestes entrevistes van donar forma a dos llibres, Cult People i Cult People 2, la revancha, editat per Fan Ediciones. Per aquests llibres va entrevistar a actors com Carlos Gallardo, Michael Pare, Powers Boothe, Danny Trejo i el director i guionista Alex Cox, de qui es va fer amic després durant l'estrena de Diablo al Festival internacional de Cinema de Mar del Plata el 2011, després que el cineasta britànic felicités a Loreti pel seu llargmetratge. Coix co-va escriure al costat de Loreti i la guionista i actriu Paula Manzone 27: El club de los malditos (2018), una película de acción y humor negro dirigida por Loreti.
una pel·lícula d'acció i humor negre dirigida per Loreti.

## Filmografia

### Cinema

#### Intèrpret
- Nunca asistas a este tipo de fiestas (2000)

#### Director
- Nathán: El peluche asesino (curt, 2000)
- El kuervo (curt, 2005)
- Bad Blood (curt, 2009)
- La H (documental, 2011)
- Diablo (2012)
- Socios por accidente (2014)
- Socios por accidente 2 (2015)
- Kryptonita (2015)
- 27: El club de los malditos (2018)
- Pinball (curt, 2019)
- Punto Rojo (2021)

#### Guionista
- Diablo (2012)
- Kryptonita (2015)
- 27: El club de los malditos (2018)
- Pinball (curt, 2019)
- Una tumba para tres (2021)
- Punto Rojo (2021)

### Televisió
- Dos por una mentira (sèrie de televisió, 13 episodis, 2013)
- Nafta Súper (2016, director i coguionista)